# Аутуори, Пауло
Па́улу Аутуо́ри де Ме́лу (порт.-браз. Paulo Autuori de Mello; род. 25 августа 1956, Рио-де-Жанейро) — бразильский футбольный тренер, работающий с середины 1970-х годов с различными командами в Бразилии, Португалии, Перу, Японии и Катаре. Приводил команды «Крузейро» и «Сан-Паулу» к победам в Кубке Либертадорес, с «Ботафого» выигрывал чемпионат Бразилии, а с «Альянсой Лимой» и «Спортинг Кристалом» — чемпионат Перу.

## Биография
Предки Пауло Аутуори были итальянцами. По окончании школы серьёзно занялся высшим образованием, связанным со спортом. У него имеется образование в области физического воспитания (Университет Каштелу-Бранку в Рио), управления в спорте (Католический Университет Рио-де-Жанейро), а также успешно окончены курсы футбольного тренера в Университете штата Рио-де-Жанейро.
С 1974 по 1985 год работал с довольно скромными командами штатов Рио и Сан-Паулу, в которых набирался тренерского опыта. В 1986 году впервые принял один из великих клубов Рио — «Ботафого». Этот клуб с 1968 (вскоре после ухода Гарринчи) по 1989 год не выиграл ни одного трофея, и в свой первый приход в команду «Одинокой звезды» и Аутуори не удалось завоевать титулов. Довольно скоро Пауло принял решение отправиться в Португалию, где у него было достаточно возможностей для тренерских манёвров со скромными, но крепкими командами типа «Витории» из Гимарайнша, «Насьонала» и «Маритиму».
В дальнейшем, в периоды работы у себя на родине, возглавлял исключительно великие бразильские клубы, входящие в число основателей Клуба тринадцати.
В 1995 году Аутуори добился своего первого серьёзного успеха. Возглавляемый им «Ботафого» впервые в своей истории выиграл чемпионат Бразилии. В команде, проведшей великолепный сезон, лидерами были Гонсалвес, Донизете и Тулио Маравилья, который был поистине идолом торсиды «Ботафого» (они называют этот период «Тулиоманией»).
После триумфа с «Ботафого» Пауло Аутуори возглавил другой великий клуб — на сей раз европейскую команду «Бенфику», которая в 1990-е годы ушла в тень блиставшего тогда «Порту». С «орлами» Аутуори занял третье место в чемпионате Португалии, после чего вернулся в Бразилию.
Грандиозным для Аутуори стал 1997 год — вначале была добыта победа в Лиге Минейро, а затем — в Кубке Либертадорес, ставшим для «Крузейро» вторым в истории клуба. В 1998—2000 годах произошла некоторая стагнация в результатах Аутуори — несмотря на то, что Пауло возглавлял такие клубы, как «Фламенго», «Интернасьонал», «Сантос», «Ботафого», «Крузейро», нигде он не задерживался дольше года.
2001—2005 годы в биографии тренера можно назвать «перуанским периодом». Он дважды становился чемпионом Перу, причём с разными командами — вначале с «Альянсой Лима» (2001), а затем (после краткосрочного возвращения в «Ботафого») — со «Спортинг Кристал» (2002). Отметив высокие результаты с клубами, Федерация футбола Перу попросила Аутуори возглавить национальную сборную этой страны. На домашнем Кубке Америки 2004 года перуанцы вышли в 1/4 финала, однако жестокий жребий свёл их с великолепной аргентинской командой, которой в итоге не хватило нескольких минут до своего пятнадцатого титула чемпионов Америки. Хозяева уступили с минимальным счётом, а работа Аутуори была расценена как успешная.
В апреле 2005 года Аутуори возглавил «Сан-Паулу», сменив Эмерсона Леао, и провёл фантастический сезон с «Трёхцветными Паулисты». Кампания в Кубке Либертадорес 2005 увенчалась уверенной победой по сумме двух встреч над «Атлетико Паранаэнсе» в первом в истории чисто бразильском финале. В декабре «Сан-Паулу», трёхкратный чемпион Южной Америки, в третий раз в своей истории официально стал и лучшим клубом планеты — в финале клубного чемпионата мира «паулистас» обыграли английский «Ливерпуль» за счёт единственного гола Минейро. 29 декабря 2005 года покинул «Сан-Паулу».
В дальнейшем работал в клубах Японии («Касима Антлерс») и Катара («Эр-Райян»), перемежая эти периоды с не слишком успешными возвращениями в Бразилию («Крузейро», «Гремио»).
В 2013 году возглавил «Васко да Гама».
11 июля 2013 года назначен главным тренером «Сан-Паулу». Сменил на этом посту Нея Франко.
7 марта 2016 года назначен главным тренером «Атлетико Паранаэнсе». 23 мая 2017 года, в связи с реорганизацией клубной структуры, переведён на административную должность. На место главного тренера «Атлетико Паранаэнсе» вместо Аутуори назначен Эдуардо Баптиста. 3 декабря 2017 года на пресс-конференции после матча заключительного 38 тура чемпионата Бразилии 2017 против «Палмейраса» (3:0) объявил об уходе из «Атлетико Паранаэнсе».
12 февраля 2020 года в 4-й раз возглавил «Ботафого». 1 октября 2020 года, через день после поражения «Ботафого» в перенесённом домашнем матче 1-го тура Серии A 2020 от «Баии» (1:2), оставил должность.
17 октября 2020 года назначен главным тренером «Атлетико Паранаэнсе». В начале 2021 года Пауло Аутуори исполнял обязанности главного тренера «урагана», он руководил командой на групповом этапе (шесть матчей). После увольнения португальца Антониу Оливейры стал вновь исполнять обязанности главного тренера, однако из-за дисквалификации руководил «красно-чёрными» только в ответном матче 1/2 финала против «Пеньяроля». В финале, 20 ноября, «Атлетико Паранаэнсе» под руководством Алберто Валентина обыграл «Ред Булл Брагантино» и стал обладателем трофея.

## Титулы в качестве тренера
- Чемпион Бразилии: 1995
- Чемпион штата Минас-Жерайс: 1997
- Чемпион штата Парана: 2016
- Чемпион Перу (2): 2001, 2002
- Обладатель Кубка эмира Катара (2): 2010, 2011
- Обладатель Кубка Либертадорес (2): 1997, 2005
- Обладатель Южноамериканского кубка (1): 2021
- Клубный чемпион мира: 2005